# Kempalingapura, Shrirangapattana
Kempalingapura là một làng thuộc tehsil Shrirangapattana, huyện Mandya, bang Karnataka, Ấn Độ.